# Dietrich Beyrau
Dietrich Beyrau (* 2. Januar 1942 in Haselberg) ist ein deutscher Historiker und emeritierter Hochschullehrer.

## Leben
Dietrich Beyrau wurde in Haselberg in Ostpreußen (heute Krasnosnamensk) geboren. Von 1962 bis 1970 studierte er Geschichte und Slavistik an den Universitäten Hamburg und Bonn. Er wurde im Dezember 1970 in Bonn bei Horst Jablonowski über Die Entstehung des deutschen Kaiserreiches und die russische Orientpolitik 1866–1870/71 promoviert. Von 1972 bis 1980 war er wissenschaftlicher Assistent am Institut für Osteuropäische Geschichte und Landeskunde der Universität Tübingen. 1980 habilitierte er sich hier mit einer Arbeit über Militär und Gesellschaft im vorrevolutionären Russland 1700–1914. Bis 1982 war er Privatdozent in Tübingen, danach bis 1988 wissenschaftlicher Mitarbeiter an der Forschungsstelle Osteuropa an der Universität Bremen. 1988 wurde er zum Professor für Osteuropäische Geschichte an der Universität Frankfurt am Main berufen, 1994 zum Professor und Direktor des Instituts für Osteuropäische Geschichte und Landeskunde der Universität Tübingen. 2007 trat er in den Ruhestand.
Die Russische Staatliche Geisteswissenschaftliche Universität in Moskau verlieh ihm 2007 das Ehrendoktorat. 2011 war er als Honorary Fellow am Historischen Kolleg in München.

## Schriften (Auswahl)
- Russische Orientpolitik und die Entstehung des deutschen Kaiserreiches, 1866–1870/71 (= Veröffentlichungen des Osteuropa-Institutes München. Reihe Geschichte. Bd. 40). Harrassowitz, Wiesbaden 1974, ISBN 3-447-01589-6 (Zugleich: Bonn, Universität, Dissertation, 1970).
- Militär und Gesellschaft im vorrevolutionären Russland (= Beiträge zur Geschichte Osteuropas. Bd. 15). Böhlau, Köln u. a. 1984, ISBN 3-412-04583-7 (Zugleich: Tübingen, Universität, Habilitations-Schrift, 1980).
- Intelligenz und Dissens. Die russischen Bildungsschichten in der Sowjetunion 1917–1985. Vandenhoeck & Ruprecht, Göttingen 1993, ISBN 3-525-36231-5.
- Schlachtfeld der Diktatoren. Osteuropa im Schatten von Hitler und Stalin (= Kleine Reihe V & R. Bd. 4021). Vandenhoeck & Ruprecht, Göttingen 2000, ISBN 3-525-34021-4.
- (als Mithrsg.): Handbuch der Geschichte Weißrußlands. Vandenhoeck & Ruprecht, Göttingen 2001, ISBN 3-525-36255-2.
- Petrograd, 25. Oktober 1917 – die russische Revolution und der Aufstieg des Kommunismus (= dtv. Bd. 30602). Deutscher Taschenbuch-Verlag, München 2001, ISBN 3-423-30602-5.
- Krieg und Revolution. Russische Erfahrungen. Schöningh, Paderborn 2017, ISBN 978-3-506-78528-2.

## Autobiographischer Text
- Dietrich Beyrau: Ein Werdegang in Friedenszeiten In: Christof Dipper, Heinz Duchhardt (Hrsg.): Generation im Aufbruch. Die Geschichtswissenschaft in Deutschland im Spiegel autobiographischer Porträts. Böhlau, Köln 2024, ISBN 978-3-412-52694-8, S. 381–395.